# 旧磯野家住宅
旧磯野家住宅（きゅういそのけじゅうたく）は、東京都文京区小石川に所在する歴史的建造物（民家）。国の重要文化財に指定されている。通称「銅（あかがね）御殿」。明治時代の実業家磯野敬が贅を尽くして建てた住宅で、近代和風建築の傑作とも言われる。

## 概要
東京府東京市小石川区大塚窪町に、実業家で政治家の磯野敬（いそのけい）によって建てられた近代和風建築の住宅である。主屋は1909年（明治42年）に着工し、1912年（大正元年）に竣工した。明治末期から大正初期にかけての和風建築の粋を凝らし、材料・意匠・技法において伝統的な木造建築の技術と、明治以降の大工技術を見ることができる。中野貫一の所有を経て、現在の所有者はホテルニューオータニの創業者大谷米太郎の子孫が運営する公益財団法人大谷美術館である。
主屋の屋根と外壁に銅板が張りめぐらされている外観から「銅（あかがね）御殿」とも呼ばれている。施主の磯野敬は、千葉県夷隅郡出身の造林業者で「山林王」と渾名され、衆議院議員も務めた。建築に際して、磯野は若いながらも優れた棟梁であった北見米造を自ら選び、その下に100名超の優れた職人を集めて作業に当たらせた。磯野が大工側に要望した条件は、寺院風で、地震に強く、耐火性のある住宅を建てることという3点のみであり、建築費用や工事工期には制限を設けなかった。そのため、室内の天井、欄間、建具、棚等の造作には、木曽の檜、屋久島の杉、御蔵島の桑等、国内の吟味された木材が、ガラスには当時最高級とされたベルギーからの輸入品が用いられるなど厳選された建築材料が揃えられ、それらをもとに名人技の職人により建てられた。幸い、後の関東大震災や太平洋戦争の空襲の被害が及ぶこともなく、現在も竣工当時のままの姿を保っている。
住宅は磯野敬の死去後、新潟の石油王・中野貫一が譲り受け、さらに戦後、大谷米太郎の長男・大谷哲平の所有を経て大谷美術館（哲平の長男・大谷利勝が初代理事長、利勝の長女・大谷光陽子が現理事長）に移管された。
正面玄関前に立つ2本の石柱は、京都・五条大橋の親柱を移設したもの。移設の経緯や時期、一方の柱の擬宝珠が失われた理由は不明だが、磯野家所有時に配置されたとみられる。
主屋
主屋は敷地北寄りに建つ。木造一部3階建、銅板葺で、外壁にも銅板を張りめぐらしている。平面はL字形を呈し、書院棟、応接棟、旧台所棟、北棟の4部分からなる。ただし、これら4部分は相互に接続しており、建物の棟数としては1棟である（主屋の玄関は南西に面しているが、以下の解説では便宜上、玄関の面している側を「西」として記述する）。書院棟は東西棟の入母屋造、平屋建、銅板葺で、西端に玄関を設ける。玄関の南に8畳、その東に8畳の仏間を設ける。仏間の東には畳廊下を挟んで12畳、12畳、12畳半の室が一列に並ぶ。東端の12畳半は床（とこ）、棚、付書院を設けた座敷である。書院棟の北側から東側にかけて畳廊下と濡縁をめぐらし、南側には板廊下をめぐらす。書院棟西端の北側に接して矩折（かねおり）に南北棟、入母屋造、3階建、銅板葺の応接棟が建つ。前述の玄関の北には内玄関と階段室があり、その北に8畳を設ける。応接棟の2階は12.5畳、3階は10畳の座敷とする。応接棟の北に接して南北棟、入母屋造、平屋建、銅板葺の旧台所棟があり、さらに北に接して東西棟、切妻造、平屋建、鉄板葺の北棟がある。
表門
表門は、1913年（大正2年）に竣工、主屋に劣らず金に糸目を付けず趣向を凝らした門である。四脚門の柱は尾州檜の太い丸太を使い、銅板葺の屋根は美しい弧を描き、垂木の構造も独特である。門は、7cmもの厚みを持つ楠木の一枚板で作られている。

## 保存
大谷家はこの住宅の保存と維持継承を考え、愛着を持って丁寧に使いながら、保存のために技術的に万全を期した。都心の中で、隣接地でのマンション建設等、周辺環境が大きく変わって行く中でもこの建物を守りたいと考えた。そして、建物自体も銅御殿と言われるようにユニークな建物であったこと、技術的、意匠的にもしっかり造られていることなどが今日に生かされている。

## 建築概要
- 所在地 - 東京都文京区小石川五丁目19番4号
- 建築竣工年 - 1912年（大正元年）
- 建物構造
  - 主屋 - 建築面積547.08 m2、木造平屋建て、一部3階建、銅板葺
  - 表門 - 四脚門、切妻造、銅板葺
- 設計 - 北見米造
- 施工 - 北見米造
- 所有者 - 公益財団法人大谷美術館
- 文化財 - 国の重要文化財、2005年（平成17年）12月27日指定。指定対象は以下のとおり（土地を含めての指定）。[5]
  - 旧磯野家住宅 2棟　
    - 主屋
    - 表門 南北屋根塀・脇門附属
    - 土地3,086.20 m2

## 大谷美術館主催特別見学会
- 実施日 - 2024年は3月～12月の指定日に1日2回（午前/午後）
- 所要時間 - ガイドが解説する1時間程度のツアー
- 定員 - 1回当たり6～8名
- 申込方法 - Peatixでオンラインチケットを購入
- 見学費用 - 3000円
- 東京文化財ウィーク期間中は前庭のみ無料公開。事前予約不要

## 交通
鉄道
 • 東京メトロ丸ノ内線 - 茗荷谷駅より徒歩3分

## 表門ギャラリー
- 公道から見た全景（2015年5月撮影）
- 表門（2015年5月撮影）
- 勝手口（2015年5月撮影）
- 表門の軒裏（2015年5月撮影）
- 表門の庇（2015年5月撮影）
- 柱脚と扉（2015年5月撮影）

## 関連文献
- 鈴木博之著『保存言論-日本の伝統建築を守る-』澤崎明治、市ヶ谷出版社、2013年5月30日
- 『東京人』 - 都市出版、特集国宝、文化財-建築を見に行こう「銅御殿-旧磯野家住宅」2010年7月。国立国会図書館書誌ID:10725141